# Jagdgeschwader 20
A Jagdgeschwader 20 foi uma asa de caças da Luftwaffe durante a Alemanha Nazi. Formada em Döberitz, existiu entre 1939 e 1940, tendo participado na Batalha de França durante a Segunda Guerra Mundial, altura na qual esteve subordinada à Luftflotte 2. Esta unidade operou exclusivamente o caça Messerschmitt Bf 109.

## Comandantes
- Major Siegfried Lehmann, 15 de julho de 1939 - 18 de setembro de 1939[1]
- Hauptmann Hannes Trautloft, 23 de setembro de 1939 - 4 de julho de 1940[1]